# سا ویج (میسیسیپی)
سا ویج (به انگلیسی: Savage) یک منطقهٔ مسکونی در ایالات متحده آمریکا است که در شهرستان تیت، میسیسیپی واقع شده‌است. سا ویج ۵۷٫۹۱ متر بالاتر از سطح دریا واقع شده‌است.